# To Aru Hikūshi e no Tsuioku
To Aru Hikūshi e no Tsuioku (とある飛空士への追憶, "Recordações por um Certo Piloto") é uma light novel do género fantasia, escrita por Koroku Inumura em 2008. Uma adaptação cinematográfica em animé estreou-se nos cinemas do Japão a 1 de outubro 2011.
O filme foi produzido pelos estúdios Madhouse e TMS Entertainment, e realizado por Jun Shishido. Os dobradores do filme foram divulgados oficialmente a 19 de maio de 2011. O filme foi lançado em DVD no Brasil sob o título de A Princesa e o Piloto, pela distribuidora Focus Filmes em julho de 2016.

## Enredo
A light novel de Koroku Inumura com temática de guerra e romance gira em torno de Charles Karino, um piloto aéreo mercenário do Império Levamme que conduz o hidroavião de dois lugares, de reconhecimento Santa Cruz. Um dia, ele recebe uma tarefa surpresa: que é sobrevoar em águas inimigas sobre doze mil quilómetros para proteger uma rapariga chamada Juana del Moral. Esta missão é na verdade uma operação secreta, como a escolta original foi suspensa pelo inimigo. Charles finalmente descobre que a operação original e a operação secreta foram descobertas pelo inimigo, que decodificou os telégrafos militares enviados pelo príncipe herdeiro a Juana.

## Elenco
Charles Karino (狩乃 シャルル, Karino Sharuru)
Voz de: Ryunosuke Kamiki (japonês); Rafael Quelle (português) 
Um piloto mercenário nascido em Levammian, que assume uma missão de escolta secreta, para proteger uma jovem que será a futura princesa consorte do Estado. Ele é frequentemente vítima da discriminação racial, devido à sua mistura de raças (partilhando o sangue do Império Amatsukami, o inimigo do Império Levamme na guerra). Devido às más recordações do longo racismo que sofreu, ele decide provar a si e faz uma promessa sobre voar no céu como um aviador, sendo esta a paixão da sua vida, pois de acordo com seu próprio relato: "não há castas, nem estatutos sociais ou outras desigualdades entre todas as raças". Embora nunca tenho sido reconhecido oficialmente como um ás da aviação devido à sua raça e estatuto social, ele é extremamente talentoso no voo e combate aéreo, sendo conhecido por abater todos os pilotos ases dentro do reino em vários treinos e práticas.
Juana del Moral (ファナ・デル・モラル, Fana deru Moraru)
Voz de: Seika Taketomi (japonês); Raquel Elaine (português) 
A "futura" princesa consorte, uma mulher extremamente bonita que possui o cabelo cinza. Embora tenha uma vida isolada por ser da realeza, ela é uma dama elegante, delicada e compassiva pelo carácter. Após uma proposta de casamento pelo príncipe do Estado no meio da guerra, ela é submetida a uma tentativa de assassinato realizada pelo inimigo. Portanto, para levá-la de volta ao continente, o alto comando militar organiza uma missão de escolta secreta, operada por Charles Karino, para conseguir passar pela linha inimiga e voar de volta para o Estado Continental. Ao contrário dos outros membros e conterrâneos da nobreza, ela abomina o racismo entre as raças misturadas e mostra a aceitação e o respeito a Charles. Apesar de não notar no início, ela conhece Charles na sua infância.